# Alloblennius
Alloblennius es un género de  peces de la familia de los blénidos en el orden de los Perciformes.

## Especies
Existen las siguientes cinco especies en este género:
- Alloblennius anuchalis (Springer & Spreitzer, 1978)
- Alloblennius frondiculus (Smith-Vaniz & Allen, 2012)
- Alloblennius jugularis (Klunzinger, 1871)
- Alloblennius parvus (Springer & Spreitzer, 1978)
- Alloblennius pictus (Lotan, 1970)